# Lincoln Financial Field
Das Lincoln Financial Field ist ein American-Football-Stadion in der US-amerikanischen Stadt Philadelphia im Bundesstaat Pennsylvania. Der Eigentümer ist die Stadt Philadelphia und verwaltet wird es durch das NFL-Team der Philadelphia Eagles, das seine Heimspiele dort austrägt. Auf den Rängen bietet es 69.176 Plätze, davon sind 3.040 V.I.P.-Plätze in 172 Logen und 10.828 Business-Sitze.

## Geschichte
Das Lincoln Financial Field wurde errichtet, um das Veterans Stadium von 1971 zu ersetzen. Der Entwurf stammt von NBBJ in Zusammenarbeit mit dem Studio Agoos Lovera. Die Pläne setzte das Bauunternehmen Turner Construction um. Der Bau begann im Mai 2001 und liegt im South Philadelphia Sports Complex. Westlich des Stadions liegt die Mehrzweckhalle Wells Fargo Center, in welcher die Philadelphia 76ers und die Philadelphia Flyers spielen, nördlich ist das Baseballstadion Citizens Bank Park der Philadelphia Phillies zu finden. Die Football-Arena erhielt im Juni 2002 einen Sponsorennamen, nachdem die Lincoln Financial Group, ein Unternehmen aus dem Finanz- und Versicherungswesen, die Namensrechte für 21 Jahre und insgesamt 139,6 Mio. US-Dollar erwarb.
Die Einweihung der 512 Mio. US-Dollar (heute 872,9 Mio. US-Dollar) teuren Veranstaltungsstätte wurde am 3. August 2003 begangen. Im Vergleich zum Veterans Stadium wurde die Zuschauerkapazität nur leicht erhöht, aber die Anzahl der luxuriösen sowie der rollstuhlgerechten Plätze wurde deutlich angehoben. Es bieten sich 685 Plätze für Rollstuhlfahrer. Im Innenraum des Stadions sind drei HD-Videowände von Daktronics installiert. Die zwei großen Bildschirme haben die Maße 96 × 27 ft (29,26 × 8,23 m), die kleine Anzeigetafel misst 25 × 14 ft (7,62 × 4,27 m). Im Gebäude verteilen sich 308 Verkaufsstände. Um das Stadion stehen 22.000 Parkplätze zur Verfügung. Am 13. August 2013 gaben die Philadelphia Eagles und die Temple University bekannt, dass das NCAA-College-Football-Team der Universität, die Temple Owls (AAC) für die nächsten 15 Jahre ihre Spiele im Lincoln Financial Field austragen werden.
Zwischen 2010 und 2013 wurde das Stadion von der Tierrechtsorganisation PETA zum Vegetarier-freundlichsten Stadion der NFL ernannt.
Von 2013 bis 2015 wurde die Anlage für 125 Mio. US-Dollar modernisiert. Dabei wurde u. a. das Platzangebot um 1.600 gesteigert, die Beschallungsanlage modernisiert und ein Wi-Fi-System installiert. Die Logen wurden mit neuen Möbeln und Teppichen ausgestattet und LED-Fernsehern montiert. Die beiden großen HD-Videowände wurden an den Endzonen zwischen dem Unter- und dem Oberrang platziert und die Eingänge zum Stadion wurden neu gestaltet.

## Veranstaltungen
Das Lincoln Financial Field wurde am 3. August 2003 mit einem Fußball-Freundschaftsspiel zwischen Manchester United und dem FC Barcelona (3:1) eingeweiht. Das erste Spiel der Eagles im neuen Stadion war am 22. August 2003 eine Partie der Preseason gegen die New England Patriots, dass das Heimteam mit 12:24 verlor. Das erste Heimspiel der Regular Season 2003 verloren die Philadelphia Eagles gegen die Tampa Bay Buccaneers mit 0:17. Ihr erstes Spiel im neuen Stadion trugen die Temple Owls am 6. November 2003 gegen die Villanova Wildcats aus. Die Owls verloren nach der zweiten Overtime mit 20:23. Seit 2003 ist die Spielstätte Schauplatz des Army–Navy Game, bei dem sich die beiden Mannschaften der United States Military Academy und der United States Naval Academy jährlich seit 1890 gegenüberstehen. Die Sportstätte ist auch Austragungsort von Lacrosse-Spielen. Die NCAA Division I Men’s Lacrosse Championship war 2005, 2006, 2013, 2015 und 2016 zu Gast in Philadelphia. Dabei wurden jeweils die beiden Halbfinalspiele und das Endspiel im Final Four ausgetragen. Eine Monstertruck-Veranstaltung der Advance Auto Parts Monster Jam machte am 4. Juni 2012 Station im Lincoln Financial Field.
Die Wrestling-Veranstaltung WWE WrestleMania 40 soll Anfang April 2024 im Lincoln Financial Field ausgetragen werden.

### Fußball
Ende Juli und Anfang August 2004 spielten Manchester United und Celtic Glasgow (28. Juli) sowie AC Mailand und der FC Chelsea im Stadion von Philadelphia gegeneinander. Zwei Viertelfinalspiele des CONCACAF Gold Cup 2009 wurden im Stadion von Philadelphia ausgetragen. Am 21. Juli 2010 kam Manchester United zu einem Freundschaftsspiel gegen Philadelphia Union (1:0) in die Stadt. Drei Tage später traf die Union vor 57.305 Fans auf den spanischen Rekordmeister Real Madrid (1:2). Im Rahmen des International Champions Cup 2014 trafen am 2. August die beiden italienischen Fußballclubs Inter Mailand und AS Rom (2:0) im Stadion der Eagles aufeinander. Das Endspiel des CONCACAF Gold Cup 2015 im Lincoln Financial Field zwischen Jamaika und Mexiko (1:3) sahen 68.930 Zuschauer. Während der Copa América Centenario 2016 fanden drei Spiele im Stadion der Philadelphia Eagles statt.
Beim International Champions Cup 2018 trafen am 25. Juli Juventus Turin und der FC Bayern München im  Lincoln Financial Field aufeinander.

### Länderspiele

#### Männer
Bisher trug die US-amerikanische Fußballnationalmannschaft sieben Partien im Lincoln Financial Field aus. Die Partie am 10. August 2011 war das erste Spiel unter Trainer Jürgen Klinsmann.
- 18. Juli 2009:  Vereinigte Staaten –  Panama 2:1 n. V. (Viertelfinale im CONCACAF Gold Cup 2009)
- 29. Mai 2010:  Vereinigte Staaten –  Türkei 2:1 (Freundschaftsspiel)
- 10. Aug. 2011:  Vereinigte Staaten –  Mexiko 1:1 (Freundschaftsspiel)
- 11. Juni 2016:  Vereinigte Staaten –  Paraguay 1:0 (Vorrunde der Copa América Centenario 2016)
- 19. Juli 2017:  Vereinigte Staaten –  El Salvador 2:0 (Viertelfinale im CONCACAF Gold Cup 2017)
- 30. Juni 2019:  Vereinigte Staaten –  Curaçao 1:0 (Viertelfinale im CONCACAF Gold Cup 2019)
- 29. Aug. 2019:  Vereinigte Staaten –  Portugal 4:0 (Freundschaftsspiel)

#### Weitere Länderspiele
- 18. Juli 2009:  Honduras –  Kanada 1:0 (Viertelfinale im CONCACAF Gold Cup 2009)
- 26. Juli 2015:  Mexiko –  Jamaika 3:1 (Endspiel im CONCACAF Gold Cup 2015)
- 09. Juni 2016:  Venezuela –  Uruguay 1:0 (Vorrunde der Copa América Centenario 2016)
- 14. Juni 2016:  Chile –  Panama 4:2 (Vorrunde der Copa América Centenario 2016)
- 19. Juli 2017:  Costa Rica –  Panama 1:0 (Viertelfinale im CONCACAF Gold Cup 2017)
- 30. Juni 2019:  Jamaika –  Panama 1:0 (Viertelfinale im CONCACAF Gold Cup 2019)
- 17. Okt. 2023:  Deutschland –  Mexiko 2:2 (Freundschaftsspiel)

#### Frauen
Die US-amerikanische Fußballnationalmannschaft der Frauen trat bisher zu vier Partien in Philadelphia an. Die erste Begegnung fand am 25. September im Rahmen der Weltmeisterschaft 2003 gegen Nigeria statt.
- 06. Nov. 2004:  Vereinigte Staaten –  Dänemark 1:3 (Freundschaftsspiel)
- 13. Sep. 2008:  Vereinigte Staaten –  Irland 2:0 (Achieve Your Gold Tour 2008)
- 29. Aug. 2019:  Vereinigte Staaten –  Portugal 4:0 (Victory Tour 2019)

#### Fußball-Weltmeisterschaft der Frauen 2003
Kurz nach der Eröffnung war das Stadion Spielstätte der Fußball-Weltmeisterschaft der Frauen 2003.
- 20. Sep. 2003, Gruppe A:  Nigeria –  Nordkorea 0:3 (0:1)
- 20. Sep. 2003, Gruppe B:  Norwegen –  Frankreich 2:0 (0:0)
- 25. Sep. 2003, Gruppe A:  Schweden  –  Nordkorea 1:0 (1:0)
- 25. Sep. 2003, Gruppe A:  Vereinigte Staaten –  Nigeria 5:0 (2:0)

### Konzerte
Bruce Springsteen gab die ersten Konzerte in der Sportarena. Am 8., 9. und 11. August 2003 fanden drei ausverkaufte Veranstaltungen im Stadion statt.
- 2007: Sugarland, Pat Green, Sara Evans, Kenny Chesney, Brooks & Dunn
- 2008: Keith Urban, LeAnn Rimes, Sammy Hagar, Kenny Chesney, Gary Allan
- 2009: Sugarland, Montgomery Gentry, Miranda Lambert, Lady Antebellum, Kenny Chesney, Puddle of Mudd
- 2011: Uncle Kracker, Kenny Chesney, Zac Brown Band, U2, Interpol, James Wesley, Taylor Swift, Hunter Hayes
- 2012: Grace Potter and the Nocturnals, Jake Owen, Tim McGraw, Kenny Chesney
- 2013: Kacey Musgraves, Eli Young Band, Eric Church, Kenny Chesney, Taylor Swift, Ed Sheeran, Austin Mahone, Joel Crouse
- 2014: One Direction, 5 Seconds of Summer, Cole Swindell, Brantley Gilbert, Luke Bryan, Lee Brice, Dierks Bentley, Boyz II Men, GBGx15
- 2015: Taylor Swift, Shawn Mendes, Vance Joy, Chase Rice, Old Dominion, Brantley Gilbert, Eric Church, Kenny Chesney, One Direction, Icona Pop
- 2016: Beyoncé, Wolfmother, Guns n’ Roses, Foxes, Coldplay, Alessia Cara

## Daten zum Bau
- Größe des Grundstücks: 43 ac (174.015 m2)[24]
- Gesamte Fläche des Stadions: 1.723.000 sq ft (ca. 160.072 m2, ohne Spielfeld)
- Länge und Breite des Stadions: 825 × 790 ft (251,5 × 240,8 m)
- Aushub: 100.000 yd3 (76.455,5 m3)
- Fundamentpfähle: mehr als 3.200
- Länge der Fundamentpfähle: 175.000 linear feet (53,34 km)
- Bewehrungsstahl: 7.200 t
- Beton: 58.500 yd3 (44.726,4 m3)
- Baustahl: 15.500 t
- Betonfertigteile: 4.000
- Händlaufe: 53.000 linear feet (16,154 km)
- Elektrokabel: 5.250.000 linear feet (1.600,2 km)
- Rohrleitungen: Über 313.000 linear feet (95,4 km)
- Höhe des Stadions am höchsten Punkt: 150 ft (45,72 m, Die Höhe eines Gebäudes mit 12 Geschossen)
- Spielfeldgröße: 424 × 270 ft (129,2 × 82,3 m)
- Rolltore: 18
- Start des Abrisses des T-Warehouse: 3. April 2001
- Start für das Ausheben der Baugrube der Westtribüne: 7. Mai 2001 (von Nord nach Süd)
- Entfernung der bisherigen Holzpfähle: 17. Mai 2001 (von Nord nach Süd)
- Start für das Ausheben der Baugrube der Osttribüne: 18. Mai 2001 (von Nord nach Süd)
- Start für die Pfahlgründung der Westtribüne: 30. Mai 2001
- Start für die Pfahlgründung der Osttribüne: 7. Juni 2001
- Start für das Gießen des Betonfundaments: Mitte Juli 2001
- Start für den Stahlbau: Anfang September 2001
- Richtfest der Westtribüne: Mitte-Ende Mai 2002
- Richtfest der Ost- und Südtribüne: Anfang-Mitte 2002
- Beginn des Einbaus der Stadionsitze: August 2002
- Anlegen des Spielfeldes: 3. März bis 2. Mai 2003
- Anwachsen des Spielfeldrasens: 5. Mai bis 1. August 2003
- Angestrebtes Datum der Fertigstellung: 1. August 2003
- Eingeplante Arbeiter auf der Baustelle: 900 bis 1.000
- Anzahl der am Bau beteiligten Arbeiter: ca. 4.000

## Galerie

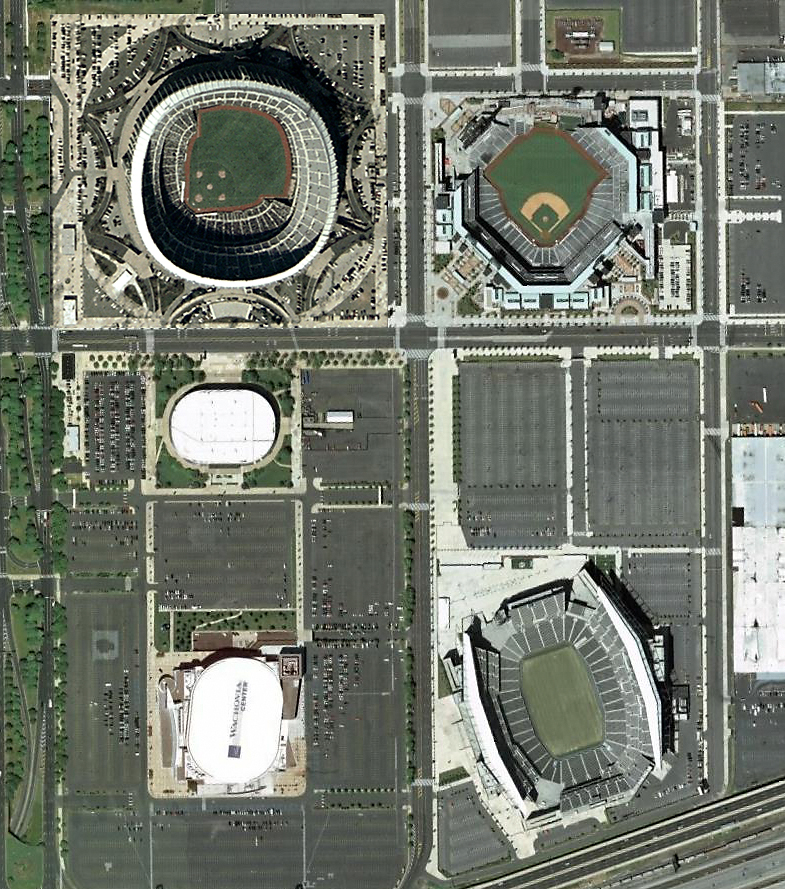
Der South Philadelphia Sports Complex. Links oben das Veterans Stadium (2004 abgerissen, Fotomontage), rechts oben der Citizens Bank Park (2004 fertiggestellt), links unten das Wells Fargo Center (1996 fertiggestellt) und rechts unten das Lincoln Financial Field.
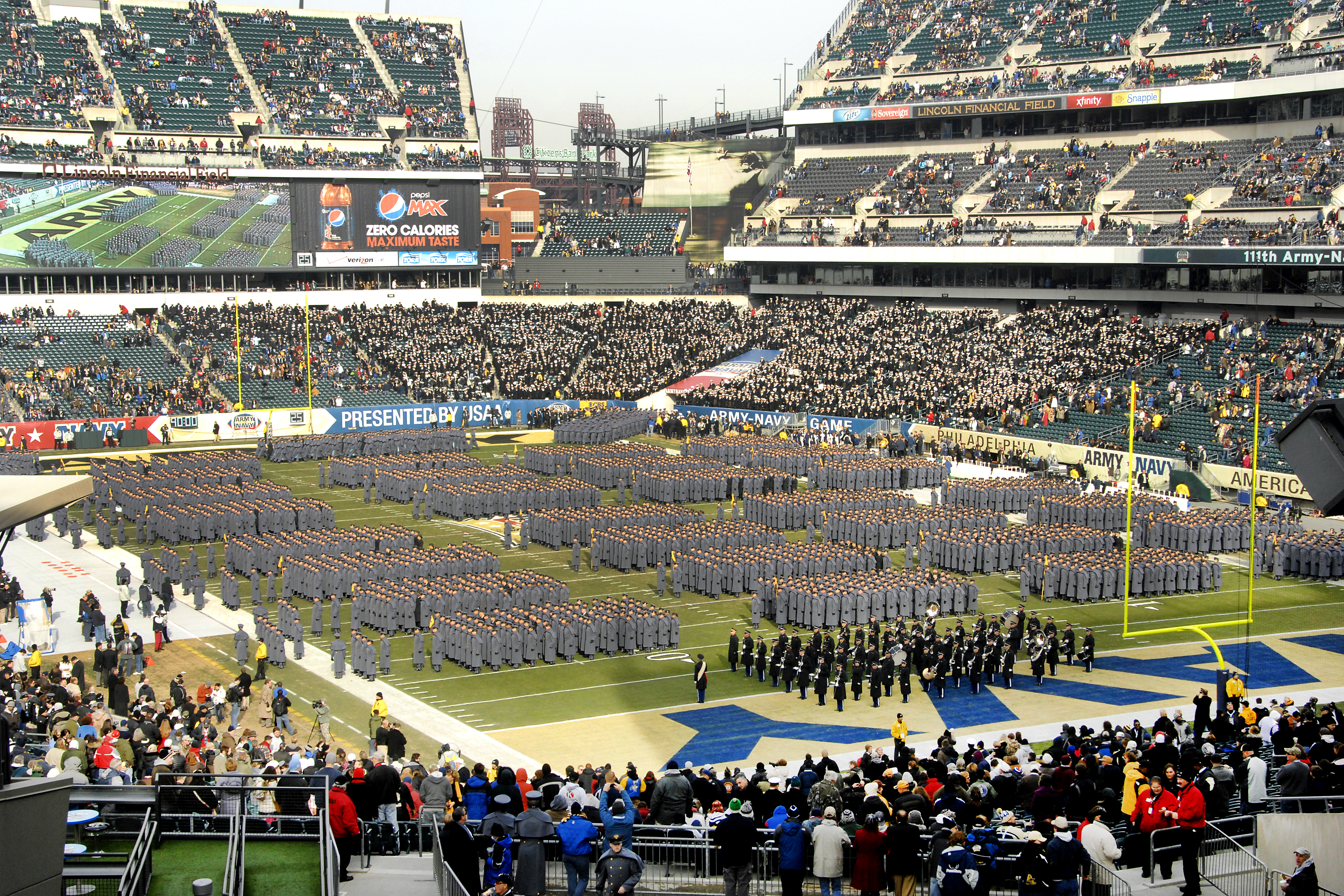
Einmarsch vor dem 111. Army–Navy Game am 11. Dezember 2010
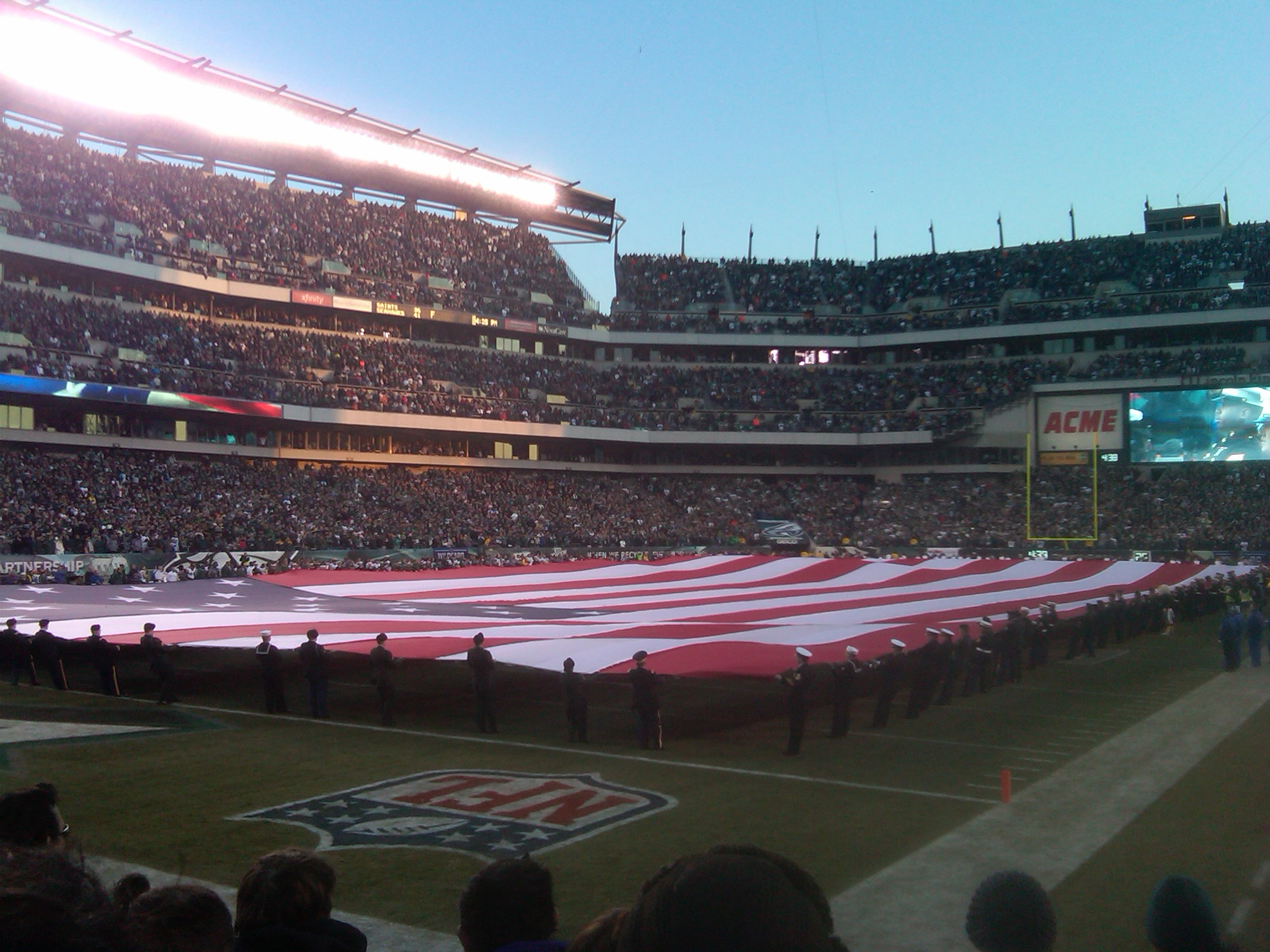
Vor dem Spiel der Philadelphia Eagles gegen die Green Bay Packers am 9. Januar 2011